# 150 René-Lévesque Est
Le 150 René-Lévesque Est (anciennement Place de la Capitale) est un gratte-ciel de la ville de Québec. L'édifice est situé dans le quartier Saint-Jean-Baptiste, au centre-ville.